# Galdames
Galdames város Spanyolországban,  Bizkaia tartományban. Galdames Abanto-Zierbena, Barakaldo, Sopuerta, Muskiz, Ortuella, Trapagaran, Gueñes és Zalla községekkel határos. Lakosainak száma 821 fő (2024).

## Népesség
A település népessége az utóbbi években az alábbiak szerint változott:
| Lakosok száma | 814  | 808  | 829  | 837  | 843  | 815  | 812  | 831  | 837  | 821  |
|               | 2001 | 2004 | 2007 | 2009 | 2012 | 2014 | 2017 | 2019 | 2022 | 2024 |